# چینو ولی (آریزونا)
چینو ولی (به انگلیسی: Chino Valley) شهری در شهرستان یاواپی ایالت آریزونا است که در سرشماری سال ۲۰۱۰ میلادی، ۱۰٬۸۱۷ نفر جمعیت داشته است. چینو ولی، به‌طور رسمی در تاریخ ۱۹۷۰ میلادی به‌عنوان یک شهر شناخته شد.